# USS Mount Whitney (LCC-20)
USS Mount Whitney (LCC-20) – amerykański okręt dowodzenia typu Blue Ridge, pierwszy okręt należący do United States Navy noszący nazwę pochodzącą od szczytu górskiego Mount Whitney.
Stępka okrętu została położona 8 stycznia 1969 roku w stoczni Newport News Shipbuilding. Wodowanie miało miejsce 8 stycznia 1970 roku. Okręt został oddany do służby 16 stycznia 1971 roku i pozostaje w niej do dzisiaj.
USS „Mount Whitney” jest okrętem flagowym VI Floty Stanów Zjednoczonych, operującej w rejonie Morza Śródziemnego. Portem macierzystym okrętu jest włoskie miasto Gaeta.